# Anomoeosis barbara
Anomoeosis barbara är en fjärilsart som beskrevs av Diakonoff 1954. Anomoeosis barbara ingår i släktet Anomoeosis och familjen Carposinidae. Inga underarter finns listade i Catalogue of Life.